# Георги Каяфов
Георги Михайлов Каяфов е български общественик, деец на Солунския български клуб.

## Биография
Георги Каяфов е роден на 16 януари 1894 година в град Енидже Вардар, тогава в Османската империя, днес в Гърция. Произлиза от будно и заможно семейство. Дядо му Димитър Каяфов е първо член на Ениджевардарската гръцка община, а сетне на Ениджевардарската българска община, а баща му Михаил Каяфов се занимава основно с търговия и е активен член на Вътрешната македоно-одринска революционна организация в града. Заради българския си произход Георги Каяфов търпи лишения в завзетата от новите гръцки власти Егейска Македония след 1912 година. През 1938 година е интерниран на остров Хиос като неблагонадежден елемент, откъдето е освободен от германските власти след окупацията на Гърция. В периода на Втората световна война е активен член на Българския акционен комитет и на Солунския български клуб, заради което е преследван от гръцките власти, но е спасен благодарение на усилията на Андон Калчев. В края на 1944 година се установява в България, където е активен член на Солунското македонско братство. Следен е от новите комунистически власти и е вкаран в специален „списък на по-известните реакционери, бежанци от Гърция, спрямо които трябва да се вземат мерки“. Умира в София.